# Lijst van rijksmonumenten in Elburg (plaats)
De vestingstad Elburg telt 289 inschrijvingen in het rijksmonumentenregister. Hieronder een compleet overzicht.
| Object | Oorspronkelijke functie?  | Bouwjaar                                                                | Architect         | Locatie                                         | Coördinaten?                  | Nr.?   | Afbeelding                                                                                          |
| --- | ------------------------- | ----------------------------------------------------------------------- | ----------------- | ----------------------------------------------- | ----------------------------- | ------ | --------------------------------------------------------------------------------------------------- |
| Theekoepel, in de tuin van de woning nr 1a | Tuin, park en plantsoen   | eerste helft 19e eeuw                                                   |                   | Bagijnendijkje bij 1A                           | 52° 26' 49" NB, 5° 49' 54" OL | 14655  | Meer afbeeldingen                                                                                   |
| Theekoepel, in de tuin van de woning nr 2a | Tuin, park en plantsoen   | eerste helft 19e eeuw                                                   |                   | Zuiderkerkstraat tegenover 5                    | 52° 26' 54" NB, 5° 50' 8" OL  | 14656  | Meer afbeeldingen                                                                                   |
| Theekoepel, zich op dit perceel bevindende | Tuin, park en plantsoen   | eerste helft 19e eeuw                                                   |                   | Bagijnendijkje bij 7A                           | 52° 26' 47" NB, 5° 49' 49" OL | 14657  | Meer afbeeldingen                                                                                   |
| Hoekpand Oosterwalstraat onder hoog schilddak | Werk-woonhuis             | 17e eeuw                                                                |                   | Beekstraat 1                                    | 52° 26' 57" NB, 5° 50' 6" OL  | 14658  | Meer afbeeldingen                                                                                   |
| Huis met lijstgevel schuiframen, schilddak | Woonhuis                  | ca. 1800                                                                |                   | Beekstraat 5                                    | 52° 26' 57" NB, 5° 50' 6" OL  | 14659  | Meer afbeeldingen                                                                                   |
| Hoekpand van Kinsbergenstraat met moderne gevels onder lijsten en hoog schilddak, waarin dakvenster met hijsnok. Stoep met palen | Woonhuis                  | eerste helft 19e eeuw                                                   |                   | Beekstraat 9                                    | 52° 26' 57" NB, 5° 50' 5" OL  | 14660  | Meer afbeeldingen                                                                                   |
| Huis met mooie hoge kap en zijgevel | Woonhuis                  | mogelijk 16e eeuw                                                       |                   | Beekstraat 11                                   | 52° 26' 56" NB, 5° 50' 5" OL  | 14661  | Meer afbeeldingen                                                                                   |
| Huis met hoge lijstgevel | Woonhuis                  | eerste helft 19e eeuw                                                   |                   | Beekstraat 13                                   | 52° 26' 56" NB, 5° 50' 5" OL  | 14662  | Meer afbeeldingen                                                                                   |
| Huis met trapgevel met geprofileerde dekstukken, lijsten, geblokte ontlastingsbogen, banden en toppilaster | Woonhuis                  | eerste helft 17e eeuw                                                   |                   | Beekstraat 15                                   | 52° 26' 56" NB, 5° 50' 4" OL  | 14663  | Meer afbeeldingen                                                                                   |
| Huis met lijstgevel met gele steentjes in de strekken | Woonhuis                  | eerste helft 19e eeuw                                                   |                   | Beekstraat 19                                   | 52° 26' 55" NB, 5° 50' 4" OL  | 14664  | Meer afbeeldingen                                                                                   |
| Huis met gepleisterde lijstgevel met in de kroonlijst kleine, ruitvormige vensters | Woonhuis                  | eerste kwart 19e eeuw                                                   |                   | Beekstraat 27                                   | 52° 26' 55" NB, 5° 50' 3" OL  | 14665  | Meer afbeeldingen                                                                                   |
| Huis met lijstgevel, gepleisterd | Woonhuis                  | eerste kwart 19e eeuw                                                   |                   | Beekstraat 31                                   | 52° 26' 55" NB, 5° 50' 3" OL  | 14666  | Meer afbeeldingen                                                                                   |
| Hoekpand met hoog dak | Woonhuis                  | 1598                                                                    |                   | Beekstraat 33                                   | 52° 26' 54" NB, 5° 50' 3" OL  | 14667  | Meer afbeeldingen                                                                                   |
| Huis met trapgevel met dekplaten, lijsten, hoekblokken, geblokte ontlastingsbogen en toppilaster op leeuwenmasker | Woonhuis                  | eerste kwart 17e eeuw                                                   |                   | Beekstraat 35                                   | 52° 26' 54" NB, 5° 50' 2" OL  | 14668  | Meer afbeeldingen                                                                                   |
| Huis met gepleisterde lijstgevel parterre, verdieping en mezzanino | Woonhuis                  | 17e/19e eeuw                                                            |                   | Beekstraat 39                                   | 52° 26' 53" NB, 5° 50' 2" OL  | 14669  | Meer afbeeldingen                                                                                   |
| Huis met trapgevel met dekstukken en lijsten, geblokte ontlastingsbogen met engelenkopjes, muurankers | Woonhuis                  | eerste kwart 17e eeuw                                                   |                   | Beekstraat 43                                   | 52° 26' 53" NB, 5° 50' 1" OL  | 14670  | Meer afbeeldingen                                                                                   |
| Huis met lijstgevel voor ouder pand | Woonhuis                  | 17e/19e eeuw                                                            |                   | Beekstraat 45                                   | 52° 26' 53" NB, 5° 50' 2" OL  | 14671  | Meer afbeeldingen                                                                                   |
| Huis met klokgevel parterre met twee zolderverdiepingen | Woonhuis                  | 18e eeuw                                                                |                   | Beekstraat 47                                   | 52° 26' 53" NB, 5° 50' 1" OL  | 14672  | Meer afbeeldingen                                                                                   |
| Huis met topgevel met vlechtingen, parterre en twee zolderverdiepingen | Woonhuis                  | 17e/18e eeuw                                                            |                   | Beekstraat 49                                   | 52° 26' 53" NB, 5° 50' 1" OL  | 14673  | Meer afbeeldingen                                                                                   |
| Huis met klokgevel parterre met twee zolderverdiepingen | Woonhuis                  | 18e eeuw                                                                |                   | Beekstraat 51                                   | 52° 26' 52" NB, 5° 50' 1" OL  | 14674  | Meer afbeeldingen                                                                                   |
| Hoekpand Bloemstraat met mooi, omlopend schilddak en moderne gevel | Woonhuis                  |                                                                         |                   | Beekstraat 53                                   | 52° 26' 52" NB, 5° 49' 60" OL | 14675  | Meer afbeeldingen                                                                                   |
| Huis met brede lijstgevel, parterre, verdieping en mezzanino | Woonhuis                  | eerste kwart 19e eeuw                                                   |                   | Beekstraat 55                                   | 52° 26' 51" NB, 5° 49' 59" OL | 14676  | Meer afbeeldingen                                                                                   |
| Hoekpand met hoog, gewijzigd schilddak en gepleisterde lijstgevel. Keistoep met hekpaal | Woonhuis                  | mogelijk eerste helft 19e eeuw                                          |                   | Beekstraat 2                                    | 52° 26' 58" NB, 5° 50' 4" OL  | 14677  | Meer afbeeldingen                                                                                   |
| Chr. Gereformeerde Kerk | Kerk en kerkonderdeel     | 1863                                                                    |                   | Beekstraat 6                                    | 52° 26' 57" NB, 5° 50' 4" OL  | 14678  | Meer afbeeldingen                                                                                   |
| Huis met lijstgevel met afgezwenkte zijkanten | Woonhuis                  | 17e eeuw                                                                |                   | Beekstraat 8                                    | 52° 26' 57" NB, 5° 50' 4" OL  | 14679  | Meer afbeeldingen                                                                                   |
| Twee bouwlagen onder schilddak, dakpannen, gevels in baksteen | Woonhuis                  | vermoedelijk 19e eeuw (septanten)                                       |                   | Beekstraat 12                                   | 52° 26' 57" NB, 5° 50' 3" OL  | 14680  | Meer afbeeldingen                                                                                   |
| Pand met verdieping en zadeldak tussen puntgevels met geprofileerde natuurstenen zijdekplaten | Woonhuis                  | 17e eeuw                                                                |                   | Beekstraat 14                                   | 52° 26' 56" NB, 5° 50' 2" OL  | 14681  | Meer afbeeldingen                                                                                   |
| Pand met verdieping en zadeldak tussen puntgevels met geprofileerde natuurstenen zijdekplaten | Woonhuis                  | 17e eeuw                                                                |                   | Beekstraat 16                                   | 52° 26' 56" NB, 5° 50' 2" OL  | 14682  | Meer afbeeldingen                                                                                   |
| Huis met topgevel met overhoekse toppilaster op geprofileerde kraagsteen en zijpilaster | Werk-woonhuis             | ca. 1600                                                                |                   | Beekstraat 16                                   | 52° 26' 56" NB, 5° 50' 2" OL  | 14683  | Meer afbeeldingen                                                                                   |
| Huis met klokgevel | Woonhuis                  | eerste helft 18e eeuw                                                   |                   | Beekstraat 18                                   | 52° 26' 56" NB, 5° 50' 2" OL  | 14684  | Meer afbeeldingen                                                                                   |
| Huis met lijstgevel met rijk geprofileerde kroonlijst | Woonhuis                  | eerste helft 19e eeuw                                                   |                   | Beekstraat 20                                   | 52° 26' 55" NB, 5° 50' 2" OL  | 14685  | Meer afbeeldingen                                                                                   |
| Huis met lijstgevel | Woonhuis                  | tweede helft 19e eeuw                                                   |                   | Beekstraat 22                                   | 52° 26' 55" NB, 5° 50' 2" OL  | 14686  | Meer afbeeldingen                                                                                   |
| Huis met gemoderniseerde gevels en hoog schilddak | Woonhuis                  | 17e/19e eeuw                                                            |                   | Beekstraat 26                                   | 52° 26' 55" NB, 5° 50' 1" OL  | 14687  | Meer afbeeldingen                                                                                   |
| Huis met lijstgevel | Woonhuis                  | 18e/19e eeuw                                                            |                   | Beekstraat 28                                   | 52° 26' 54" NB, 5° 50' 1" OL  | 14688  | Meer afbeeldingen                                                                                   |
| Huis met gevel onder rechte lijst | Woonhuis                  | mogelijk 17e eeuw                                                       |                   | Beekstraat 32                                   | 52° 26' 54" NB, 5° 50' 0" OL  | 14689  | Meer afbeeldingen                                                                                   |
| Huis met klokgevel | Woonhuis                  | 18e eeuw                                                                |                   | Beekstraat 34                                   | 52° 26' 54" NB, 5° 49' 60" OL | 14690  | Meer afbeeldingen                                                                                   |
| Huis met lijstgevel van parterre, verdieping en zolderverdieping | Woonhuis                  | 17e eeuw                                                                |                   | Beekstraat 36                                   | 52° 26' 54" NB, 5° 49' 60" OL | 14691  | Meer afbeeldingen                                                                                   |
| Huis met klokgevel met onder de top natuurstenen blokken | Woonhuis                  | eerste helft 18e eeuw                                                   |                   | Beekstraat 40                                   | 52° 26' 53" NB, 5° 49' 59" OL | 14692  | Meer afbeeldingen                                                                                   |
| Hoekpand Smedestraat met moderne gevels en hoog schilddak | Woonhuis                  | mogelijk 17e eeuw                                                       |                   | Beekstraat 42                                   | 52° 26' 53" NB, 5° 49' 59" OL | 14693  | Meer afbeeldingen                                                                                   |
| Huis met lijstgevel parterre, verdieping en mezzanino | Woonhuis                  | eerste kwart 19e eeuw                                                   |                   | Beekstraat 46                                   | 52° 26' 52" NB, 5° 49' 58" OL | 14694  | Meer afbeeldingen                                                                                   |
| Huis met gewijzigd gevel | Woonhuis                  | 17e/19e eeuw                                                            |                   | Beekstraat 48                                   | 52° 26' 52" NB, 5° 49' 58" OL | 14695  | Meer afbeeldingen                                                                                   |
| Huis met klokgevel parterre met twee zolderverdiepingen | Woonhuis                  | 18e eeuw                                                                |                   | Beekstraat 50                                   | 52° 26' 52" NB, 5° 49' 58" OL | 14696  | Meer afbeeldingen                                                                                   |
| Huis met lijstgevel, parterre en verdieping, oorspronkelijk | Woonhuis                  | 16e eeuw (oorsprong)                                                    |                   | Bloemsteeg 2                                    | 52° 26' 53" NB, 5° 50' 4" OL  | 14697  | Meer afbeeldingen                                                                                   |
| Huis met gotische trapgevel waarvan de ezelsruggen verdwenen zijn | Woonhuis                  | eerste kwart 16e eeuw                                                   |                   | Bloemsteeg bij 2                                | 52° 26' 53" NB, 5° 50' 4" OL  | 14698  | Meer afbeeldingen                                                                                   |
| Huis met gepleisterde puntgevel met vlechtingen | Boerderij                 | 18e eeuw                                                                |                   | Bloemsteeg 5                                    | 52° 26' 53" NB, 5° 50' 3" OL  | 14699  | Meer afbeeldingen                                                                                   |
| Pand met zadeldak | Woonhuis                  | mogelijk 16e eeuw                                                       |                   | Bloemsteeg 8                                    | 52° 26' 51" NB, 5° 50' 1" OL  | 14700  | Meer afbeeldingen                                                                                   |
| Pand van alleen begane-grond met zadeldak | Woonhuis                  | mogelijk 16e eeuw                                                       |                   | Bloemsteeg 10                                   | 52° 26' 51" NB, 5° 50' 1" OL  | 14701  | Meer afbeeldingen                                                                                   |
| Hoekpand met afgewolfd zadeldak en gepleisterde lijstgevel, waarin vensters met empire-ramen | Woonhuis                  | mogelijk 18e eeuw                                                       |                   | Bloemsteeg 12                                   | 52° 26' 50" NB, 5° 50' 1" OL  | 14702  | Meer afbeeldingen                                                                                   |
| Hoekpand met gepleisterde voorgevel met schuiframen. Alleen parterre | Woonhuis                  |                                                                         |                   | Bloemstraat 1                                   | 52° 26' 50" NB, 5° 50' 7" OL  | 14703  | Meer afbeeldingen                                                                                   |
| Pandje onder een dak met nr 1 | Woonhuis                  |                                                                         |                   | Bloemstraat 3                                   | 52° 26' 50" NB, 5° 50' 7" OL  | 14704  | Meer afbeeldingen                                                                                   |
| Huis van parterre met hoog zadeldak | Woonhuis                  | mogelijk 17e eeuw                                                       |                   | Bloemstraat 7                                   | 52° 26' 50" NB, 5° 50' 6" OL  | 14705  | Meer afbeeldingen                                                                                   |
| Huis met lijstgevel, parterre en verdieping | Woonhuis                  | mogelijk 17e eeuw                                                       |                   | Bloemstraat 9                                   | 52° 26' 50" NB, 5° 50' 5" OL  | 14706  | Meer afbeeldingen                                                                                   |
| Huis met lijstgevel parterre en verdieping | Woonhuis                  | mogelijk 17e eeuw                                                       |                   | Bloemstraat 11                                  | 52° 26' 50" NB, 5° 50' 5" OL  | 14707  | Meer afbeeldingen                                                                                   |
| Hoekpand met lijstgevel, parterre en verdieping. Hoog schilddak. In de zijgevel een dakvenster met hijsnok. Keistoep met stoeppalen | Woonhuis                  | mogelijk 17e eeuw                                                       |                   | Bloemstraat 13                                  | 52° 26' 52" NB, 5° 50' 2" OL  | 14708  | Meer afbeeldingen                                                                                   |
| Hoekpand met gepleisterde lijstgevel, dakvenster met vleugelstukken. Stoeppalen met keitjesstoep | Werk-woonhuis             | mogelijk 18e eeuw                                                       |                   | Bloemstraat 15                                  | 52° 26' 52" NB, 5° 50' 2" OL  | 14709  | Meer afbeeldingen                                                                                   |
| Pand onder een dak met nr 15 | Werk-woonhuis             | mogelijk 17e eeuw                                                       |                   | Bloemstraat 17                                  | 52° 26' 52" NB, 5° 50' 1" OL  | 14710  | Meer afbeeldingen                                                                                   |
| Herenhuis van parterre en verdieping, omlopend schilddak met schoorstenen, dakvenster met lodewijk | Woonhuis                  | eerste kwart 18e eeuw                                                   |                   | Bloemstraat 24                                  | 52° 26' 51" NB, 5° 50' 3" OL  | 14711  | Meer afbeeldingen                                                                                   |
| Woonhuis met hoog zadeldak | Woonhuis                  | 17e eeuw                                                                |                   | Bloemstraat 26                                  | 52° 26' 51" NB, 5° 50' 3" OL  | 14712  | Meer afbeeldingen                                                                                   |
| Hoekpand met hoog schilddak, dat links door een puntgevel is afgesloten. Gepleisterde voorgevel met empire-ramen, moderne zijgevel. Stoeppalen | Woonhuis                  | mogelijk 17e eeuw                                                       |                   | Bloemstraat 32                                  | 52° 26' 51" NB, 5° 50' 2" OL  | 14713  | Meer afbeeldingen                                                                                   |
| Pand met hoog afgewolfd zadeldak | Boerderij                 | mogelijk 18e eeuw                                                       |                   | Brouwersteeg 2                                  | 52° 26' 57" NB, 5° 50' 1" OL  | 14714  | Meer afbeeldingen                                                                                   |
| Oorspronkelijk boerderijtje van beganegrond met zadeldak | Boerderij                 | mogelijk 17e eeuw                                                       |                   | Eendenhoeksteeg 1                               | 52° 26' 59" NB, 5° 49' 58" OL | 14715  | Meer afbeeldingen                                                                                   |
| Huisje zonder verdieping onder hoog dak met dakvenster | Woonhuis                  |                                                                         |                   | Ellestraat 5                                    | 52° 26' 60" NB, 5° 49' 60" OL | 14716  | Meer afbeeldingen                                                                                   |
| Huisje met lage verdieping en hoog zadeldak | Woonhuis                  | eerste helft 19e eeuw                                                   |                   | Ellestraat 7                                    | 52° 26' 59" NB, 5° 49' 59" OL | 14717  | Meer afbeeldingen                                                                                   |
| Huis onder zadeldak | Woonhuis                  | eerste helft 19e eeuw                                                   |                   | Ellestraat 9                                    | 52° 26' 59" NB, 5° 49' 59" OL | 14718  | Meer afbeeldingen                                                                                   |
| Huis met eenvoudig lijstgeveltje, onderstuk | Woonhuis                  | 17e/19e eeuw                                                            |                   | Ellestraat 15                                   | 52° 26' 58" NB, 5° 49' 58" OL | 14719  | Meer afbeeldingen                                                                                   |
| Huis met zeer hoge en brede topgevel parterre met zolderverdieping | Woonhuis                  | 17e eeuw                                                                |                   | Ellestraat 17                                   | 52° 26' 58" NB, 5° 49' 58" OL | 14720  | Meer afbeeldingen                                                                                   |
| Hoekpand met zadeldak tussen ingezwenkte tuitgevels, de voorste gedekt door fronton | Woonhuis                  | eerste kwart 18e eeuw                                                   |                   | Ellestraat 27                                   | 52° 26' 56" NB, 5° 49' 56" OL | 14721  | Meer afbeeldingen                                                                                   |
| Woonhuis met schilddak waarin dakvenster | Klooster, kloosteronderdl | mogelijk 17e eeuw (huis) eerste helft 19e eeuw (gevel)                  |                   | Ellestraat 29                                   | 52° 26' 56" NB, 5° 49' 56" OL | 14722  | Meer afbeeldingen                                                                                   |
| Woonhuis met schilddak en gepleisterde gevel onder rechte lijst | Woonhuis                  | mogelijk 17e eeuw (huis) 19e eeuw (lijstgevel)                          |                   | Ellestraat 35                                   | 52° 26' 56" NB, 5° 49' 56" OL | 14723  | Meer afbeeldingen                                                                                   |
| Huis met gepleisterde puntgevel met vlechtingen en toppilaster, parterre met twee zolderverdiepingen | Woonhuis                  | 17e eeuw                                                                |                   | Ellestraat 37                                   | 52° 26' 56" NB, 5° 49' 56" OL | 14724  | Meer afbeeldingen                                                                                   |
| Huis met puntgevel | Werk-woonhuis             | 17e eeuw                                                                |                   | Ellestraat 43                                   | 52° 26' 55" NB, 5° 49' 55" OL | 14725  | Meer afbeeldingen                                                                                   |
| Huis met klokgevel met rococoversieringen rond het topvenster | Woonhuis                  | midden 18e eeuw                                                         |                   | Ellestraat 39                                   | 52° 26' 56" NB, 5° 49' 55" OL | 14726  | Meer afbeeldingen                                                                                   |
| Woonhuis onder zadeldak, evenwijdig aan de straat | Woonhuis                  | 17e eeuw                                                                |                   | Ellestraat 45                                   | 52° 26' 55" NB, 5° 49' 55" OL | 14727  | Meer afbeeldingen                                                                                   |
| Woonhuis onder zadeldak, evenwijdig aan de straat | Woonhuis                  | 17e eeuw                                                                |                   | Ellestraat 47                                   | 52° 26' 55" NB, 5° 49' 54" OL | 14728  | Meer afbeeldingen                                                                                   |
| Huis met puntgevel met vlechtingen | Woonhuis                  | 18e eeuw                                                                |                   | Ellestraat 49                                   | 52° 26' 54" NB, 5° 49' 53" OL | 14729  | Meer afbeeldingen                                                                                   |
| Pakhuis onder hoog afgewolfd schilddak | Woonhuis                  | 1839 (datering)                                                         |                   | Ellestraat 51                                   | 52° 26' 54" NB, 5° 49' 53" OL | 14730  | Meer afbeeldingen                                                                                   |
| Hoekpand Eendenhoeksteeg met hoog schilddak en gepleisterde lijstgevel | Woonhuis                  | mogelijk 17e eeuw                                                       |                   | Ellestraat 12                                   | 52° 26' 59" NB, 5° 49' 58" OL | 14731  | Meer afbeeldingen                                                                                   |
| Huis met puntgevel met vlechtingen | Werk-woonhuis             | 17e eeuw                                                                |                   | Ellestraat 14                                   | 52° 26' 59" NB, 5° 49' 58" OL | 14732  | Meer afbeeldingen                                                                                   |
| Huis met lijstgevel parterre en zolderverdieping | Woonhuis                  | ca. 1800                                                                |                   | Ellestraat 20                                   | 52° 26' 58" NB, 5° 49' 58" OL | 14733  | Meer afbeeldingen                                                                                   |
| Woonhuis met schilddak, gepleisterde gevel onder rechte lijst en keitjesstoep | Woonhuis                  | mogelijk 17e eeuw                                                       |                   | Ellestraat 22                                   | 52° 26' 58" NB, 5° 49' 57" OL | 14734  | Meer afbeeldingen                                                                                   |
| Woonhuis met hoog, gewijzigd zadeldak en gepleisterde lijstgevel met in de verdieping schuiframen | Woonhuis                  | mogelijk 17e eeuw                                                       |                   | Ellestraat 24                                   | 52° 26' 58" NB, 5° 49' 57" OL | 14735  | Meer afbeeldingen                                                                                   |
| Woonhuis met hoog zadeldak, links afgewolfd, en gepleisterde lijstgevel | Werk-woonhuis             | mogelijk 18e eeuw                                                       |                   | Ellestraat 26                                   | 52° 26' 58" NB, 5° 49' 57" OL | 14736  | Meer afbeeldingen                                                                                   |
| Huis met lijstgevel | Werk-woonhuis             | 17e eeuw (huis) 19e eeuw (gevel)                                        |                   | Ellestraat 28                                   | 52° 26' 58" NB, 5° 49' 57" OL | 14737  | Meer afbeeldingen                                                                                   |
| Huis parterre met verdieping, schuiframen | Woonhuis                  | mogelijk 18e eeuw (huis) eerste kwart 19e eeuw (gevel)                  |                   | Ellestraat 36                                   | 52° 26' 56" NB, 5° 49' 55" OL | 14738  | Meer afbeeldingen                                                                                   |
| Huis met puntgevel met toppilaster en hoekpilasters onder aan de top | Woonhuis                  | eerste kwart 17e eeuw                                                   |                   | Ellestraat 38                                   | 52° 26' 56" NB, 5° 49' 55" OL | 14739  | Meer afbeeldingen                                                                                   |
| Hoekpand gasthuissteeg met schilddak | Woonhuis                  | 17-19e eeuw                                                             |                   | Ellestraat 40                                   | 52° 26' 56" NB, 5° 49' 55" OL | 14740  | Meer afbeeldingen                                                                                   |
| Oorspronkelijk groot herenhuis thans in tweeën bewoond | Werk-woonhuis             | eerste kwart 19e eeuw                                                   |                   | Ellestraat 42                                   | 52° 26' 56" NB, 5° 49' 54" OL | 14741  | Meer afbeeldingen                                                                                   |
| Oorspronkelijk groot herenhuis thans in tweeën bewoond | Woonhuis                  | eerste kwart 19e eeuw                                                   |                   | Ellestraat 44                                   | 52° 26' 56" NB, 5° 49' 54" OL | 14742  | Meer afbeeldingen                                                                                   |
| Pand van belang wegens situatie in de as van de smedestraat | Woonhuis                  |                                                                         |                   | Ellestraat 50                                   | 52° 26' 55" NB, 5° 49' 53" OL | 14743  | Meer afbeeldingen                                                                                   |
| Oorspronkelijk een stadsboerderij op de hoek van de Ellestraat en de Westerwalstraat | Boerderij                 | 17e eeuw                                                                |                   | Ellestraat 54                                   | 52° 26' 54" NB, 5° 49' 52" OL | 14744  | Meer afbeeldingen                                                                                   |
| Hoekpand, pakhuis met achter puntgevel met vlechtingen | Woonhuis                  | mogelijk 18e eeuw                                                       |                   | Gasthuissteeg 16                                | 52° 26' 56" NB, 5° 49' 53" OL | 14745  | Hoekpand, pakhuis met achter puntgevel met vlechtingen                                              |
| Gewit lijstgeveltje, grenzend aan de v.m. Synagoge | Woonhuis                  | mogelijk 18e eeuw                                                       |                   | Graaf Hendriksteeg 2                            | 52° 26' 52" NB, 5° 50' 10" OL | 14746  | Meer afbeeldingen                                                                                   |
| Huis van parterre en hoog dak tussen topgevels | Woonhuis                  | 18e eeuw                                                                |                   | Havenkade 32                                    | 52° 27' 2" NB, 5° 49' 52" OL  | 14747  | Meer afbeeldingen                                                                                   |
| Huisje van begane grond met zadeldak tussen puntgevels | Woonhuis                  | mogelijk 18e eeuw                                                       |                   | Havenkade 33                                    | 52° 27' 2" NB, 5° 49' 52" OL  | 14748  | Meer afbeeldingen                                                                                   |
| Woonhuisje, aansluitend bij de vischpoort, van alleen begane-grond | Woonhuis                  | eerste kwart 19e eeuw (metselwerk)                                      |                   | Havenstraat 1                                   | 52° 26' 58" NB, 5° 49' 54" OL | 14749  | Meer afbeeldingen                                                                                   |
| Pand, aansluitend bij de vischpoort, onder hoogschilddak | Woonhuis                  | eerste kwart 19e eeuw (metselwerk)                                      |                   | Havenstraat 2                                   | 52° 26' 57" NB, 5° 49' 54" OL | 14750  | Meer afbeeldingen                                                                                   |
| Woonhuisje, aansluitend bij de vischpoort, van alleen begane grond | Woonhuis                  |                                                                         |                   | Havenstraat 3                                   | 52° 26' 58" NB, 5° 49' 54" OL | 14751  | Meer afbeeldingen                                                                                   |
| Pand, aansluitend bij de vischpoort, onder hoog schilddak | Woonhuis                  | eerste kwart 19e eeuw (metselwerk)                                      |                   | Havenstraat 4                                   | 52° 26' 58" NB, 5° 49' 53" OL | 14752  | Meer afbeeldingen                                                                                   |
| Dwarshuis op de hoek van de havenkade | Woonhuis                  | eerste helft 19e eeuw (metselwerk)                                      |                   | Havenstraat 7                                   | 52° 26' 60" NB, 5° 49' 51" OL | 14753  | Meer afbeeldingen                                                                                   |
| Pand onder schilddak met hijsluik | Woonhuis                  |                                                                         |                   | Hondegatsteeg 6                                 | 52° 26' 54" NB, 5° 50' 6" OL  | 14754  | Meer afbeeldingen                                                                                   |
| Pakhuis onder zadeldak | Werk-woonhuis             | 1788                                                                    |                   | Hondegatsteeg 3                                 | 52° 26' 55" NB, 5° 50' 6" OL  | 14755  | Meer afbeeldingen                                                                                   |
| Pakhuis onder zadeldak. grond | Opslag                    |                                                                         |                   | Hondegatsteeg 5                                 | 52° 26' 55" NB, 5° 50' 6" OL  | 14756  | Meer afbeeldingen                                                                                   |
| Pakhuis achter puntgevel met vlechtingen | Opslag                    |                                                                         |                   | Hondegatsteeg 7                                 | 52° 26' 54" NB, 5° 50' 6" OL  | 14757  | Pakhuis achter puntgevel met vlechtingen                                                            |
| Pakhuis met hoog zadeldak achter puntgevel met vlechtingen | Woonhuis                  | 17e eeuw                                                                |                   | Hondegatsteeg 1A                                | 52° 26' 54" NB, 5° 50' 7" OL  | 14758  | Meer afbeeldingen                                                                                   |
| Hoekpand Zuiderwalstraat. Laag huisje met hoog zadeldak tussen topgevels met vlechtingen | Werk-woonhuis             | mogelijk 17e eeuw                                                       |                   | Jufferenstraat 1                                | 52° 26' 52" NB, 5° 50' 9" OL  | 14759  | Meer afbeeldingen                                                                                   |
| Huis met gepleisterde gevel | Woonhuis                  | 18e eeuw                                                                |                   | Jufferenstraat 3                                | 52° 26' 52" NB, 5° 50' 9" OL  | 14760  | Meer afbeeldingen                                                                                   |
| Synagoge | Kerk en kerkonderdeel     | mogelijk 16e eeuw                                                       |                   | Graaf Hendriksteeg 2, Jufferenstraat 5          | 52° 26' 53" NB, 5° 50' 9" OL  | 14761  | Meer afbeeldingen                                                                                   |
| Hoog huis met zadeldak tussen topgevels met vlechtingen | Werk-woonhuis             | 16e eeuw                                                                |                   | Jufferenstraat 7                                | 52° 26' 52" NB, 5° 50' 9" OL  | 14762  | Meer afbeeldingen                                                                                   |
| Bakstenen poortje met gebosseerde pilasters, boogomlijsting, alsmede hoofdgestel | Erfscheiding              |                                                                         |                   | Jufferenstraat bij 7                            | 52° 26' 52" NB, 5° 50' 9" OL  | 14763  | Meer afbeeldingen                                                                                   |
| Huis met gepleisterde lijstgevel parterre en verdieping, schilddak | Werk-woonhuis             | eerste kwart 19e eeuw                                                   |                   | Jufferenstraat 9                                | 52° 26' 52" NB, 5° 50' 9" OL  | 14764  | Meer afbeeldingen                                                                                   |
| Woonhuis onder schilddak, evenwijdig aan de straat | Woonhuis                  | eerste helft 19e eeuw                                                   |                   | Jufferenstraat 13                               | 52° 26' 52" NB, 5° 50' 8" OL  | 14765  | Meer afbeeldingen                                                                                   |
| Woonhuis onder schilddak, evenwijdig aan de straat, gewijzigd in mansarde- vorm | Woonhuis                  | 19e eeuw                                                                |                   | Jufferenstraat 15                               | 52° 26' 53" NB, 5° 50' 8" OL  | 14766  | Meer afbeeldingen                                                                                   |
| Huis met hoog schilddak. Lijstgevels. Begane grond met een verdieping. Schoorstenen op het schilddak | Woonhuis                  | mogelijk 16e eeuw (kern) eerste helft 19e eeuw (gevel)                  |                   | Jufferenstraat 17                               | 52° 26' 53" NB, 5° 50' 7" OL  | 14767  | Meer afbeeldingen                                                                                   |
| Deftig huis bestaande uit twee evenwijdige vleugels met zadeldaken tussen topgevels | Woonhuis                  | 17e eeuw                                                                |                   | Jufferenstraat 21                               | 52° 26' 53" NB, 5° 50' 7" OL  | 14768  | Meer afbeeldingen                                                                                   |
| Woonhuis gepleisterd onder rechte lijst met schilddak, waarin dakvenster met vleugelstukken | Woonhuis                  | mogelijk 17e eeuw (huis) eerste helft 19e eeuw (lijst)                  |                   | Jufferenstraat 25                               | 52° 26' 54" NB, 5° 50' 6" OL  | 14769  | Meer afbeeldingen                                                                                   |
| Huis met lijstgevel parterre met verdieping | Woonhuis                  | eerste helft 19e eeuw                                                   |                   | Jufferenstraat 27                               | 52° 26' 54" NB, 5° 50' 5" OL  | 14770  | Meer afbeeldingen                                                                                   |
| Huis met lijstgevel | Werk-woonhuis             | mogelijk 17e eeuw                                                       |                   | Jufferenstraat 33                               | 52° 26' 54" NB, 5° 50' 4" OL  | 14771  | Meer afbeeldingen                                                                                   |
| Voormalig St. Agnietenklooster, gemeentehuis | Klooster, kloosteronderdl | tweede helft 15e eeuw                                                   |                   | Jufferenstraat 6                                | 52° 26' 51" NB, 5° 50' 9" OL  | 14772  | Meer afbeeldingen                                                                                   |
| Huis met gevel onder lijst dat vroeger deel uitmaakte van het Agnietenklooster | Klooster, kloosteronderdl | middeleeuwen (pand)                                                     |                   | Jufferenstraat 8                                | 52° 26' 52" NB, 5° 50' 7" OL  | 14773  | Meer afbeeldingen                                                                                   |
| Huis met eenvoudige lijstgevel dat vroeger deel uitmaakte van het Agnietenklooster | Werk-woonhuis             | 19e eeuw (gevel)                                                        |                   | Jufferenstraat 10                               | 52° 26' 52" NB, 5° 50' 7" OL  | 14774  | Meer afbeeldingen                                                                                   |
| Hoekpand Ledige Stede. Heeft deel uitgemaakt van het Agnietenklooster | Woonhuis                  | 15e/19e eeuw                                                            |                   | Jufferenstraat 12                               | 52° 26' 52" NB, 5° 50' 7" OL  | 14775  | Meer afbeeldingen                                                                                   |
| Huis met zadeldak tussen topgevels, evenwijdig aan de straat. Hoekschoorstenen | Woonhuis                  | 16e eeuw                                                                |                   | Jufferenstraat 22                               | 52° 26' 53" NB, 5° 50' 4" OL  | 14776  | Meer afbeeldingen                                                                                   |
| Hoekpand Beekstraat. Gepleisterde lijstgevels. Parterre met verdieping. | Woonhuis                  | 1773                                                                    |                   | Jufferenstraat 28                               | 52° 26' 54" NB, 5° 50' 3" OL  | 14777  | Meer afbeeldingen                                                                                   |
| Woonhuis met hoog zadeldak en gepleisterde gevel met raam, hijsluik | Woonhuis                  | mogelijk 17e eeuw                                                       |                   | Kapelsteeg 5                                    | 52° 26' 52" NB, 5° 50' 4" OL  | 14778  | Meer afbeeldingen                                                                                   |
| Pakhuis met afgeknot zadeldak | Woonhuis                  | 18e eeuw                                                                |                   | Kapelsteeg 7                                    | 52° 26' 52" NB, 5° 50' 4" OL  | 14779  | Pakhuis met afgeknot zadeldak                                                                       |
| Huis met brede lijstgevel | Woonhuis                  | mogelijk 16e eeuw (huis) 19e eeuw (gevel)                               |                   | Van Kinsbergenstraat 1                          | 52° 26' 55" NB, 5° 50' 8" OL  | 14780  | Meer afbeeldingen                                                                                   |
| Huis met gepleisterde klokgevel met zijvoluten en segmentvormige bekroning | Woonhuis                  | 1640 eeuw                                                               |                   | Van Kinsbergenstraat 3                          | 52° 26' 55" NB, 5° 50' 7" OL  | 14781  | Meer afbeeldingen                                                                                   |
| Arent thoe Boecophuis | Overheidsgebouw           | 1393                                                                    | Arent thoe Boecop | Van Kinsbergenstraat 5 8081 CL Elburg           | 52° 26' 55" NB, 5° 50' 6" OL  | 14782  | Meer afbeeldingen                                                                                   |
| Huis met zadeldak tussen hoge topgevels | Woonhuis                  | mogelijk 17e eeuw                                                       |                   | Van Kinsbergenstraat 7                          | 52° 26' 56" NB, 5° 50' 6" OL  | 14783  | Meer afbeeldingen                                                                                   |
| Voormalig Weeshuis en Latijnse school | Sociale zorg, liefdadigh. | 1777 (herbouwd)                                                         |                   | Van Kinsbergenstraat 2                          | 52° 26' 55" NB, 5° 50' 8" OL  | 14784  | Meer afbeeldingen                                                                                   |
| Vormt een goed geheel met het naastgelegen nr 10 | Woonhuis                  | 17e eeuw (muurijzers)                                                   |                   | Van Kinsbergenstraat 8                          | 52° 26' 56" NB, 5° 50' 6" OL  | 14785  | Meer afbeeldingen                                                                                   |
| Goed geheel met het naastgelegen nr | Woonhuis                  | mogelijk 17e eeuw (vlechtingen)                                         |                   | Van Kinsbergenstraat 10                         | 52° 26' 56" NB, 5° 50' 6" OL  | 14786  | Meer afbeeldingen                                                                                   |
| Middeleeuws huis met zadeldak tussen een puntgevel met ezelsrug en uitgekraagde hangtorentjes op de hoek en een trapgevel | Woonhuis                  | ca. 1400 (bouw) ca. 1550 (verbouwd) ca. 1958 (rest.)                    |                   | Krommesteeg 11                                  | 52° 26' 55" NB, 5° 49' 57" OL | 14787  | Meer afbeeldingen                                                                                   |
| Pakhuis dat oudtijds deel uitmaakte van het agnietenklooster | Opslag                    | 15e eeuw (topgevels)                                                    |                   | Ledige Stede 1                                  | 52° 26' 52" NB, 5° 50' 6" OL  | 14788  | Meer afbeeldingen                                                                                   |
| Pakhuis dat oudtijds deel uitmaakte van het agnietenklooster | Transport                 | 15e eeuw (topgevels)                                                    |                   | Ledige Stede 3                                  | 52° 26' 52" NB, 5° 50' 6" OL  | 14789  | Pakhuis dat oudtijds deel uitmaakte van het agnietenklooster                                        |
| Huis met lijstgevel, zeven vensters breed | Opslag                    | ca. 1800 (deur)                                                         |                   | Ledige Stede 31                                 | 52° 26' 51" NB, 5° 50' 6" OL  | 14790  | Huis met lijstgevel, zeven vensters breed                                                           |
| Huis met lijstgevel, gepleisterd | Woonhuis                  | 17e eeuw (vlechtingen)                                                  |                   | Ledige Stede 33                                 | 52° 26' 51" NB, 5° 50' 5" OL  | 14791  | Meer afbeeldingen                                                                                   |
| Hoekpand Bloemstraat. Pand op haakse plattegrond met hoog dak en puntgevels met vlechtingen. Parterre met verdieping. | Woonhuis                  | mogelijk 17e eeuw                                                       |                   | Ledige Stede 35                                 | 52° 26' 51" NB, 5° 50' 5" OL  | 14792  | Meer afbeeldingen                                                                                   |
| Woonhuisje van alleen begane-grond onder hoog schilddak, dat in mansardevorm gewijzigd is | Woonhuis                  | 18e eeuw (huis)                                                         |                   | Ledige Stede 2                                  | 52° 26' 52" NB, 5° 50' 5" OL  | 14793  | Woonhuisje van alleen begane-grond onder hoog schilddak, dat in mansardevorm gewijzigd is           |
| Woonhuis van alleen begane grond onder hoog schilddak, dat in mansardevorm gewijzigd is | Woonhuis                  | 18e eeuw (huis)                                                         |                   | Ledige Stede 4                                  | 52° 26' 52" NB, 5° 50' 5" OL  | 14794  | Woonhuis van alleen begane grond onder hoog schilddak, dat in mansardevorm gewijzigd is             |
| Feithenhof | Woonhuis                  | 1740 (gesticht)                                                         |                   | Ledige Stede 6                                  | 52° 26' 51" NB, 5° 50' 5" OL  | 14795  | Meer afbeeldingen                                                                                   |
| Hoekpand Smeesteeg. Zadeldak, evenwijdig aan de straat met aan de Smeesteeg puntgevel met vlechtingen. Aan de Noorderkerkstraat gepleisterde lijstgevel. Stoep van veldkeien.                                                                                                   | Woonhuis                  | mogelijk 17e eeuw                                                       |                   | Noorderkerkstraat 5                             | 52° 26' 57" NB, 5° 50' 2" OL  | 14797  | Meer afbeeldingen                                                                                   |
| Huis met gepleisterde lijstgevel parterre met zolderverdieping | Woonhuis                  | ca. 1800                                                                |                   | Noorderkerkstraat 7                             | 52° 26' 57" NB, 5° 50' 2" OL  | 14798  | Meer afbeeldingen                                                                                   |
| Huis met gepleisterde lijstgevel, parterre met zolderverdieping | Woonhuis                  | mogelijk 17e eeuw                                                       |                   | Noorderkerkstraat 9                             | 52° 26' 57" NB, 5° 50' 1" OL  | 14799  | Meer afbeeldingen                                                                                   |
| Huis met zadeldak tussen puntgevels, parterre met verdieping | Woonhuis                  | mogelijk 16e eeuw                                                       |                   | Noorderkerkstraat 11                            | 52° 26' 58" NB, 5° 50' 1" OL  | 14800  | Meer afbeeldingen                                                                                   |
| Dwarshuis waarvan de lijstgevel een geheel vormt met die van nr | Woonhuis                  | 1595 (jaartalsteen)                                                     |                   | Noorderkerkstraat 13                            | 52° 26' 58" NB, 5° 50' 1" OL  | 14801  | Meer afbeeldingen                                                                                   |
| Huis waarvan de lijstgevel een geheel vormt met die van nr 13 | Woonhuis                  |                                                                         |                   | Noorderkerkstraat 15                            | 52° 26' 58" NB, 5° 50' 0" OL  | 14802  | Meer afbeeldingen                                                                                   |
| Woonhuis achter gepleisterde lijstgevel | Woonhuis                  | 17e eeuw                                                                |                   | Noorderkerkstraat 19                            | 52° 26' 58" NB, 5° 49' 59" OL | 14803  | Meer afbeeldingen                                                                                   |
| Huis met klokgevel, parterre met zolderverdieping | Woonhuis                  | 18e eeuw                                                                |                   | Noorderkerkstraat 21                            | 52° 26' 58" NB, 5° 49' 59" OL | 14804  | Meer afbeeldingen                                                                                   |
| Huis met gepleisterd lijstgeveltje, alleen parterre | Woonhuis                  |                                                                         |                   | Noorderkerkstraat 4                             | 52° 26' 57" NB, 5° 50' 3" OL  | 14805  | Huis met gepleisterd lijstgeveltje, alleen parterre                                                 |
| Huis met lijstgeveltje, alleen parterre | Woonhuis                  |                                                                         |                   | Noorderkerkstraat 6                             | 52° 26' 57" NB, 5° 50' 3" OL  | 14806  | Meer afbeeldingen                                                                                   |
| Hoekpand Smeesteeg. Huis met gepleisterd lijstgeveltje, alleen parterre. | Woonhuis                  |                                                                         |                   | Noorderkerkstraat bij 8                         | 52° 26' 58" NB, 5° 50' 3" OL  | 14807  | Hoekpand Smeesteeg. Huis met gepleisterd lijstgeveltje, alleen parterre.                            |
| Huis met lijstgeveltje, alleen parterre | Woonhuis                  |                                                                         |                   | Noorderkerkstraat 8                             | 52° 26' 58" NB, 5° 50' 3" OL  | 14808  | Meer afbeeldingen                                                                                   |
| Achterhuis met zadeldak en puntgevel | Woonhuis                  | 18e eeuw                                                                |                   | Smeesteeg 2                                     | 52° 26' 59" NB, 5° 50' 2" OL  | 14809  | Upload foto                                                                                         |
| Groot herenhuis met omlopend schilddak met hoekschoorstenen | Woonhuis                  | mogelijk 18e eeuw                                                       |                   | Noorderkerkstraat 12B                           | 52° 26' 58" NB, 5° 50' 2" OL  | 14810  | Meer afbeeldingen                                                                                   |
| Woonhuis met schilddak en gepleisterde lijstgevel, waarin venster en empire-ramen | Woonhuis                  | 18e eeuw                                                                |                   | Noorderkerkstraat 14                            | 52° 26' 58" NB, 5° 50' 1" OL  | 14811  | Meer afbeeldingen                                                                                   |
| Woonhuis van alleen begane-grond met schilddak, waarin dakvenster met vleugelstukken en hijsbalk. Gepleisterde lijstgevel. | Woonhuis                  |                                                                         |                   | Noorderkerkstraat 16                            | 52° 26' 58" NB, 5° 50' 1" OL  | 14812  | Meer afbeeldingen                                                                                   |
| Woonhuis met schilddak en gevel onder rechte lijst | Woonhuis                  | mogelijk 18e eeuw                                                       |                   | Noorderkerkstraat 22                            | 52° 26' 59" NB, 5° 49' 60" OL | 14813  | Meer afbeeldingen                                                                                   |
| Pand met schilddak en gepleisterde gevel onder rechte lijst | Woonhuis                  | mogelijk 17e eeuw                                                       |                   | Noorderkerkstraat 24                            | 52° 26' 59" NB, 5° 49' 59" OL | 14814  | Meer afbeeldingen                                                                                   |
| Woonhuis zonder verdieping met hoog, schilddak. Hoog voorhuis, waarachter gedeelte met insteek. Gepleisterde lijstgevels. Keistoep | Woonhuis                  |                                                                         |                   | Noorderkerkstraat 28                            | 52° 26' 59" NB, 5° 49' 59" OL | 14815  | Meer afbeeldingen                                                                                   |
| Woonhuis van alleen begane grond met schilddak, naast de vischpoort | Woonhuis                  |                                                                         |                   | Noorderwalstraat 6                              | 52° 26' 58" NB, 5° 49' 55" OL | 14816  | Meer afbeeldingen                                                                                   |
| Woonhuis met afgewolfd schilddak en gepleisterde gevel onder rechte lijst | Woonhuis                  | mogelijk 17e eeuw                                                       |                   | Noorderwalstraat 13                             | 52° 26' 58" NB, 5° 49' 55" OL | 14817  | Woonhuis met afgewolfd schilddak en gepleisterde gevel onder rechte lijst                           |
| Pand met verdieping en lessenaarsdak tegen de zijpuntgevel van Vispoortstraat 24 | Woonhuis                  | 17e eeuw                                                                |                   | Noorderwalstraat 15                             | 52° 26' 58" NB, 5° 49' 55" OL | 14818  | Meer afbeeldingen                                                                                   |
| Woonhuisje van alleen begane-grond met schilddak | Woonhuis                  |                                                                         |                   | Noorderwal 6                                    | 52° 26' 58" NB, 5° 49' 53" OL | 14819  | Meer afbeeldingen                                                                                   |
| Muurhuisje met lessenaarsdak | Woonhuis                  | mogelijk 16e eeuw                                                       |                   | Oosterwalstraat 7                               | 52° 26' 58" NB, 5° 50' 5" OL  | 14820  | Meer afbeeldingen                                                                                   |
| Pandje met lessenaarsdak tegen de stadsmuur | Woonhuis                  | mogelijk 17e eeuw                                                       |                   | Oosterwalstraat 9                               | 52° 26' 58" NB, 5° 50' 5" OL  | 14821  | Meer afbeeldingen                                                                                   |
| Smal pandje ter breedte van twee vensterassen, alleen parterre, gewitte gevels. | Woonhuis                  | mogelijk 17e eeuw                                                       |                   | Rozemarijnsteeg 1                               | 52° 26' 60" NB, 5° 50' 1" OL  | 14822  | Meer afbeeldingen                                                                                   |
| Huisje, alleen begane-grond, hoog schilddak, gewitte gevels | Woonhuis                  |                                                                         |                   | Rozemarijnsteeg 3                               | 52° 26' 59" NB, 5° 50' 1" OL  | 14823  | Meer afbeeldingen                                                                                   |
| Huis met klokgeveltje | Woonhuis                  | 18e eeuw                                                                |                   | Rozemarijnsteeg 13                              | 52° 26' 58" NB, 5° 49' 59" OL | 14824  | Upload foto                                                                                         |
| Woonhuis van begane-grond met schilddak, waarin dakvenster | Woonhuis                  |                                                                         |                   | Rozemarijnsteeg 21                              | 52° 26' 56" NB, 5° 49' 57" OL | 14826  | Woonhuis van begane-grond met schilddak, waarin dakvenster                                          |
| Woonhuisje van begane-grond met hoog schilddak | Woonhuis                  | mogelijk 18e eeuw                                                       |                   | Schapesteeg 9                                   | 52° 26' 55" NB, 5° 50' 5" OL  | 14827  | Upload foto                                                                                         |
| Woonhuisje van begane-grond met hoog schilddak | Woonhuis                  | mogelijk 18e eeuw                                                       |                   | Schapesteeg 11                                  | 52° 26' 54" NB, 5° 50' 5" OL  | 14828  | Meer afbeeldingen                                                                                   |
| Woonhuisje van begane-grond met hoog schilddak | Woonhuis                  | mogelijk 18e eeuw                                                       |                   | Schapesteeg 13                                  | 52° 26' 54" NB, 5° 50' 5" OL  | 14829  | Meer afbeeldingen                                                                                   |
| Woonhuisje onder een zadeldak | Woonhuis                  | mogelijk 17e eeuw                                                       |                   | Schapesteeg 2                                   | 52° 26' 57" NB, 5° 50' 7" OL  | 14830  | Meer afbeeldingen                                                                                   |
| Woonhuisje onder een zadeldak | Woonhuis                  | mogelijk 17e eeuw                                                       |                   | Schapesteeg 4                                   | 52° 26' 57" NB, 5° 50' 7" OL  | 14831  | Meer afbeeldingen                                                                                   |
| Hals met puntgevel met vlechtingen, parterre, verdieping met zolderverdieping | Woonhuis                  | ca. 1600                                                                |                   | Schapesteeg 8                                   | 52° 26' 55" NB, 5° 50' 5" OL  | 14832  | Meer afbeeldingen                                                                                   |
| De Rozenberg | Boerderij                 | eerste helft 19e eeuw                                                   |                   | Schouwenburg 1                                  | 52° 25' 50" NB, 5° 52' 11" OL | 14833  | Meer afbeeldingen                                                                                   |
| Huis met gepleisterde lijstgevel onder dak, dat doorloopt over andere huizen | Woonhuis                  | mogelijk 17e eeuw                                                       |                   | Smedestraat 1                                   | 52° 26' 53" NB, 5° 49' 59" OL | 14834  | Meer afbeeldingen                                                                                   |
| Huis met lijstgevel, parterre met verdieping, deur met pilasters, gesneden kalf en hoofdgestel | Woonhuis                  | mogelijk 17e eeuw (huis) eerste kwart 19e eeuw (gevel)                  |                   | Smedestraat 5                                   | 52° 26' 54" NB, 5° 49' 58" OL | 14835  | Meer afbeeldingen                                                                                   |
| Woonhuis met hoog schilddak, waarin dakvenster met vleugelstukken | Woonhuis                  | 19e eeuw                                                                |                   | Smedestraat 7                                   | 52° 26' 54" NB, 5° 49' 57" OL | 14836  | Meer afbeeldingen                                                                                   |
| Woonhuis met begane-grond en hoog zadeldak | Woonhuis                  | mogelijk 17e eeuw                                                       |                   | Smedestraat 4                                   | 52° 26' 53" NB, 5° 49' 58" OL | 14837  | Meer afbeeldingen                                                                                   |
| Hoekpand Smeesteeg onder hoog zadeldak, dat rechts is afgewolfd | Woonhuis                  | mogelijk 17e eeuw                                                       |                   | Smedestraat 6                                   | 52° 26' 53" NB, 5° 49' 58" OL | 14838  | Meer afbeeldingen                                                                                   |
| Huisje zonder verdieping | Woonhuis                  | eerste helft 19e eeuw                                                   |                   | Smedestraat 8                                   | 52° 26' 53" NB, 5° 49' 57" OL | 14839  | Meer afbeeldingen                                                                                   |
| Huis met gepleisterde lijstgevel met deuromlijsting door pilasters en empire-bovenlicht, gesneden kalf | Woonhuis                  | mogelijk 16e eeuw (huis) eerste kwart 19e eeuw (gevel)                  |                   | Smedestraat 10                                  | 52° 26' 53" NB, 5° 49' 57" OL | 14840  | Meer afbeeldingen                                                                                   |
| Huis met hoge trapgevel met ezelsruggen bovendeel gerestaureerd | Werk-woonhuis             | mogelijk eerste kwart 16e eeuw                                          |                   | Smedestraat 12                                  | 52° 26' 53" NB, 5° 49' 56" OL | 14841  | Meer afbeeldingen                                                                                   |
| Woonhuis achter een gepleisterde en afgeschuinde lijstgevel met nr 16 met schuiframen | Werk-woonhuis             | eerste helft 19e eeuw                                                   |                   | Smedestraat 14                                  | 52° 26' 53" NB, 5° 49' 56" OL | 14842  | Meer afbeeldingen                                                                                   |
| Woonhuis achter een gepleisterde en afgeschuinde lijstgevel met nr 14 met schuiframen | Woonhuis                  | eerste helft 19e eeuw                                                   |                   | Smedestraat 16                                  | 52° 26' 54" NB, 5° 49' 56" OL | 14843  | Meer afbeeldingen                                                                                   |
| Huis met puntgevel hoek rozemarijnsteeg | Werk-woonhuis             | 16e eeuw (oorsprong)                                                    |                   | Smedestraat 22                                  | 52° 26' 54" NB, 5° 49' 55" OL | 14844  | Meer afbeeldingen                                                                                   |
| Woonhuis onder hoog zadeldak waarin dakvenster en gepleisterde gevel onder rechte lijst | Woonhuis                  | mogelijk 17e eeuw                                                       |                   | Smedestraat 26                                  | 52° 26' 54" NB, 5° 49' 54" OL | 14845  | Meer afbeeldingen                                                                                   |
| Woonhuisje achter lijstgevel | Woonhuis                  |                                                                         |                   | Smeesteeg 3                                     | 52° 26' 58" NB, 5° 50' 3" OL  | 14846  | Woonhuisje achter lijstgevel                                                                        |
| Woonhuisje achter lijstgevel | Woonhuis                  |                                                                         |                   | Smeesteeg 5                                     | 52° 26' 58" NB, 5° 50' 3" OL  | 14847  | Meer afbeeldingen                                                                                   |
| Woonhuis met half schilddak en gepleisterde gevel | Woonhuis                  |                                                                         |                   | Smeesteeg 11A                                   | 52° 26' 55" NB, 5° 49' 60" OL | 14848  | Woonhuis met half schilddak en gepleisterde gevel                                                   |
| Huis met puntgevel met vlechtingen | Woonhuis                  | 17e eeuw                                                                |                   | Smeesteeg 17                                    | 52° 26' 54" NB, 5° 49' 59" OL | 14849  | Meer afbeeldingen                                                                                   |
| Pand met hoog zadeldak en gepleisterde puntgevel met vlechtingen | Industrie                 | 17e eeuw                                                                |                   | Smeesteeg 21                                    | 52° 26' 54" NB, 5° 49' 59" OL | 14850  | Meer afbeeldingen                                                                                   |
| Boerderij met schilddak en gepleisterde gevel onder rechte lijst | Boerderij                 | 17e eeuw                                                                |                   | Smeesteeg 25                                    | 52° 26' 53" NB, 5° 49' 57" OL | 14851  | Meer afbeeldingen                                                                                   |
| Pand achter noorderkerkstraat | Boerderij                 | mogelijk 17e eeuw                                                       |                   | Smeesteeg 4                                     | 52° 26' 57" NB, 5° 50' 1" OL  | 14852  | Meer afbeeldingen                                                                                   |
| Boerderij op de hoek van de brouwersteeg met hoog afgewolfd zadeldak | Boerderij                 | 17e eeuw                                                                |                   | Smeesteeg 4A                                    | 52° 26' 57" NB, 5° 50' 1" OL  | 14853  | Meer afbeeldingen                                                                                   |
| Pand met zadeldak, muur- en hijsankers, in de top bloemanker | Woonhuis                  |                                                                         |                   | Smeesteeg 10                                    | 52° 26' 55" NB, 5° 49' 59" OL | 14854  | Pand met zadeldak, muur- en hijsankers, in de top bloemanker                                        |
| Huis met lijstgevel, parterre met verdieping. | Woonhuis                  | 16e eeuw (huis) tweede helft 18e eeuw (verb.) 1960 (gewijzigd en rest.) |                   | Vischpoortstraat 1                              | 52° 26' 55" NB, 5° 50' 0" OL  | 14855  | Meer afbeeldingen                                                                                   |
| Huis met gepleisterde lijstgevel, parterre met verdieping | Werk-woonhuis             |                                                                         |                   | Vischpoortstraat 3                              | 52° 26' 55" NB, 5° 50' 0" OL  | 14856  | Meer afbeeldingen                                                                                   |
| Monumentaal huis op hoek smeesteeg | Woonhuis                  | ca. 1600 eerste kwart 19e eeuw (verb.)                                  |                   | Vischpoortstraat 5                              | 52° 26' 55" NB, 5° 49' 59" OL | 14857  | Meer afbeeldingen                                                                                   |
| Huis met gepleisterd lijstgeveltje met afgeschuinde bovenhoeken | Woonhuis                  | eerste helft 19e eeuw                                                   |                   | Vischpoortstraat 7                              | 52° 26' 55" NB, 5° 49' 59" OL | 14858  | Huis met gepleisterd lijstgeveltje met afgeschuinde bovenhoeken                                     |
| Huis met klokgevel | Werk-woonhuis             | 18e eeuw                                                                |                   | Vischpoortstraat 11                             | 52° 26' 56" NB, 5° 49' 58" OL | 14859  | Meer afbeeldingen                                                                                   |
| Hoekpand Rozemarijnsteeg. Huis met hoog schilddak. Voorgevel met lijst, parterre, verdieping en mezzanino. Deuromlijsting met pilasters. Achtergevel met vlechtingen. De hoge achterpuntgevels van de panden 13 en 15 vormen een monumentale afsluiting van de Rozemarijnsteeg. | Werk-woonhuis             | 16e/19e eeuw                                                            |                   | Vischpoortstraat 13                             | 52° 26' 56" NB, 5° 49' 58" OL | 14860  | Meer afbeeldingen                                                                                   |
| Huis met trapgevel met dekstukken, toppilasters, geblokte, ontlastingsbogen en tweelichten in de zolderverdieping | Werk-woonhuis             | eerste kwart 17e eeuw                                                   |                   | Vischpoortstraat 15                             | 52° 26' 56" NB, 5° 49' 57" OL | 14861  | Meer afbeeldingen                                                                                   |
| Huis met gepleisterd lijstgeveltje | Woonhuis                  |                                                                         |                   | Vischpoortstraat 17                             | 52° 26' 56" NB, 5° 49' 57" OL | 14862  | Meer afbeeldingen                                                                                   |
| Huis met monumentaal hoog schilddak, aan de achterzijde met puntgevel | Werk-woonhuis             | mogelijk 16e eeuw                                                       |                   | Vischpoortstraat 21                             | 52° 26' 57" NB, 5° 49' 56" OL | 14863  | Meer afbeeldingen                                                                                   |
| Huisje onder hoog dak | Woonhuis                  | mogelijk midden 18e eeuw                                                |                   | Vischpoortstraat 23                             | 52° 26' 57" NB, 5° 49' 55" OL | 14864  | Meer afbeeldingen                                                                                   |
| Huisje onder hoog dak | Woonhuis                  | mogelijk midden 18e eeuw                                                |                   | Vischpoortstraat 25                             | 52° 26' 57" NB, 5° 49' 55" OL | 14865  | Meer afbeeldingen                                                                                   |
| Huisje onder hoog dak | Woonhuis                  | mogelijk midden 18e eeuw                                                |                   | Vischpoortstraat 27                             | 52° 26' 57" NB, 5° 49' 55" OL | 14866  | Meer afbeeldingen                                                                                   |
| Woonhuis met imitatie-oude gevel, onder een dak met nr 25-27 | Woonhuis                  | mogelijk 18e eeuw                                                       |                   | Vischpoortstraat 29                             | 52° 26' 57" NB, 5° 49' 55" OL | 14867  | Meer afbeeldingen                                                                                   |
| Hoekpand Noorderwalstraat ter breedst van een vensteras | Woonhuis                  | laatste kwart 18e eeuw                                                  |                   | Vischpoortstraat 31                             | 52° 26' 57" NB, 5° 49' 55" OL | 14868  | Hoekpand Noorderwalstraat ter breedst van een vensteras                                             |
| Huis met lijstgeveltje van parterre en verdieping | Werk-woonhuis             | laatste kwart 18e eeuw                                                  |                   | Vischpoortstraat 2                              | 52° 26' 55" NB, 5° 50' 1" OL  | 14869  | Huis met lijstgeveltje van parterre en verdieping                                                   |
| Hoekpand Vischpoortstraat-Smeesteeg. Huis met lijstgevel, een geheel met nr 2 | Woonhuis                  | laatste kwart 18e eeuw                                                  |                   | Vischpoortstraat 4                              | 52° 26' 55" NB, 5° 50' 0" OL  | 14870  | Meer afbeeldingen                                                                                   |
| Hoekpand Smeesteeg. Huis met lijstgevel | Werk-woonhuis             | mogelijk 16e eeuw (huis) 19e eeuw (gevel)                               |                   | Vischpoortstraat 8                              | 52° 26' 56" NB, 5° 50' 0" OL  | 14871  | Meer afbeeldingen                                                                                   |
| Huis met een der lange zijden aan de straat | Werk-woonhuis             | 17e eeuw (huis)                                                         |                   | Vischpoortstraat 10                             | 52° 26' 56" NB, 5° 49' 60" OL | 14872  | Meer afbeeldingen                                                                                   |
| Woonhuis onder schilddak, waarin dakvenster met vleugelstukken | Woonhuis                  | mogelijk 17e eeuw                                                       |                   | Vischpoortstraat 16                             | 52° 26' 57" NB, 5° 49' 59" OL | 14873  | Woonhuis onder schilddak, waarin dakvenster met vleugelstukken                                      |
| Hoekpand Ellestraat. Huis met hoog zadeldak, afgesloten door een trapgevel met dekplaten. Geblokte ontlastingsbogen en vlechtwerkfries. Pothuis. | Woonhuis                  | eerste kwart 17e eeuw                                                   |                   | Vischpoortstraat 24                             | 52° 26' 57" NB, 5° 49' 56" OL | 14874  | Meer afbeeldingen                                                                                   |
| Huis onder een hoog zadeldak met het nr 28 | Woonhuis                  | 1734 (muurankers)                                                       |                   | Vischpoortstraat 26                             | 52° 26' 57" NB, 5° 49' 56" OL | 14875  | Meer afbeeldingen                                                                                   |
| Huis onder een hoog zadeldak met het nr 26 | Woonhuis                  | 1734 (muurankers)                                                       |                   | Vischpoortstraat 28                             | 52° 26' 57" NB, 5° 49' 56" OL | 14876  | Meer afbeeldingen                                                                                   |
| Woonhuis onder gewijzigd zadeldak, waarin dakvenster met vleugelstukken | Woonhuis                  |                                                                         |                   | Vischpoortstraat 30                             | 52° 26' 57" NB, 5° 49' 56" OL | 14877  | Woonhuis onder gewijzigd zadeldak, waarin dakvenster met vleugelstukken                             |
| Woonhuis onder gewijzigd zadeldak, waarin dakvenster met vleugelstukken | Woonhuis                  |                                                                         |                   | Vischpoortstraat 32                             | 52° 26' 57" NB, 5° 49' 56" OL | 14878  | Woonhuis onder gewijzigd zadeldak, waarin dakvenster met vleugelstukken                             |
| Huis met hoog zadeldak tussen puntgevels met vlechtingen. Parterre met verdieping. | Woonhuis                  | 16e eeuw (puntgevels)                                                   |                   | Vischpoortstraat 34                             | 52° 26' 58" NB, 5° 49' 55" OL | 14879  | Meer afbeeldingen                                                                                   |
| Woonhuisje met gewijzigde kap | Woonhuis                  | 18e eeuw                                                                |                   | Westerwalstraat 29                              | 52° 26' 50" NB, 5° 50' 0" OL  | 14880  | Meer afbeeldingen                                                                                   |
| Muurhuisje met gepleisterde gevel en hijsbalk | Woonhuis                  |                                                                         |                   | Westerwalstraat 31                              | 52° 26' 51" NB, 5° 49' 60" OL | 14881  | Meer afbeeldingen                                                                                   |
| Muurhuisje met gewijzigde kap waarin dakkapel met vleugelstukken | Woonhuis                  | mogelijk eerste helft 19e eeuw                                          |                   | Westerwalstraat 33                              | 52° 26' 51" NB, 5° 49' 59" OL | 14882  | Meer afbeeldingen                                                                                   |
| Gepleisterd muurhuisje | Woonhuis                  | mogelijk eerste helft 19e eeuw                                          |                   | Westerwalstraat 35                              | 52° 26' 51" NB, 5° 49' 58" OL | 14883  | Meer afbeeldingen                                                                                   |
| Huisje van parterre en verdieping tegen de stadsmuur | Woonhuis                  | 1681 (jaartalankers)                                                    |                   | Westerwalstraat 37                              | 52° 26' 52" NB, 5° 49' 58" OL | 14884  | Meer afbeeldingen                                                                                   |
| Huisje van parterre en verdieping tegen de stadsmuur | Woonhuis                  |                                                                         |                   | Westerwalstraat 39                              | 52° 26' 52" NB, 5° 49' 58" OL | 14885  | Meer afbeeldingen                                                                                   |
| Huisje van parterre en verdieping tegen de stadsmuur | Woonhuis                  |                                                                         |                   | Westerwalstraat 41                              | 52° 26' 52" NB, 5° 49' 57" OL | 14886  | Meer afbeeldingen                                                                                   |
| Huisje van parterre en verdieping tegen de stadsmuur | Woonhuis                  |                                                                         |                   | Westerwalstraat 43                              | 52° 26' 52" NB, 5° 49' 57" OL | 14887  | Meer afbeeldingen                                                                                   |
| Hoekpand Smeesteeg met vlechtingen, muizetand en lijsten, ten dele vernieuwd | Woonhuis                  | laatste helft 16e eeuw                                                  |                   | Westerwalstraat 16                              | 52° 26' 52" NB, 5° 49' 57" OL | 14888  | Meer afbeeldingen                                                                                   |
| Boerderij met hoog dak, aan de noordzijde afgesloten door een hoge puntgevel met vlechtingen | Boerderij                 | tweede helft 16e eeuw                                                   |                   | Westerwalstraat 18                              | 52° 26' 52" NB, 5° 49' 56" OL | 14889  | Meer afbeeldingen                                                                                   |
| Boerderij met afgewolfd zadeldak | Boerderij                 | mogelijk 17e eeuw                                                       |                   | Westerwalstraat 20                              | 52° 26' 53" NB, 5° 49' 56" OL | 14890  | Meer afbeeldingen                                                                                   |
| Woonhuisje van alleen parterre met hoog schilddak | Woonhuis                  | f                                                                       |                   | Westerwalstraat 22                              | 52° 26' 53" NB, 5° 49' 55" OL | 14891  | Meer afbeeldingen                                                                                   |
| Woonhuisje van alleen parterre met hoog schilddak, gewitte gevel, waarin schuiframen met luiken | Woonhuis                  |                                                                         |                   | Westerwalstraat 24                              | 52° 26' 53" NB, 5° 49' 55" OL | 14892  | Meer afbeeldingen                                                                                   |
| Hoeken Rozemarijnsteeg. Huis met zadeldak en puntgevels met vlechtingen | Boerderij                 | laatste helft 16e eeuw                                                  |                   | Westerwalstraat 26A                             | 52° 26' 53" NB, 5° 49' 55" OL | 14893  | Meer afbeeldingen                                                                                   |
| Dwarshuis met zadeldak tussen puntgevels met vlechtingen, in oorsprong | Woonhuis                  | mogelijk 16e eeuw (oorsprong)                                           |                   | Westerwalstraat 30                              | 52° 26' 53" NB, 5° 49' 54" OL | 14894  | Meer afbeeldingen                                                                                   |
| Dwarshuis met zadeldak tussen puntgevels met vlechtingen, in oorsprong | Woonhuis                  | mogelijk 16e eeuw (oorsprong)                                           |                   | Westerwalstraat bij 30                          | 52° 26' 54" NB, 5° 49' 54" OL | 14895  | Dwarshuis met zadeldak tussen puntgevels met vlechtingen, in oorsprong                              |
| Grote of Sint-Nicolaaskerk | Kerk en kerkonderdeel     | 14e/15e eeuw                                                            |                   | Zuiderkerkstraat 1                              | 52° 26' 55" NB, 5° 50' 11" OL | 14896  | Meer afbeeldingen                                                                                   |
| Toren van Grote of Sint-Nicolaaskerk | Kerk en kerkonderdeel     | 14e eeuw                                                                |                   | Zuiderkerkstraat 1                              | 52° 26' 55" NB, 5° 50' 10" OL | 14897  | Meer afbeeldingen                                                                                   |
| Weduwenhof | Sociale zorg, liefdadigh. | 1650 (anno)                                                             |                   | Zuiderkerkstraat 3                              | 52° 26' 54" NB, 5° 50' 8" OL  | 14898  | Meer afbeeldingen                                                                                   |
| Huisje met zadeldak tussen topgevels alleen begane grond | Woonhuis                  | laatste kwart 16e eeuw                                                  |                   | Zuiderkerkstraat 2                              | 52° 26' 55" NB, 5° 50' 8" OL  | 14899  | Meer afbeeldingen                                                                                   |
| Woonhuis van begane grond met schilddak | Woonhuis                  | 18e/19e eeuw                                                            |                   | Zuiderwalstraat 3                               | 52° 26' 50" NB, 5° 50' 7" OL  | 14900  | Woonhuis van begane grond met schilddak                                                             |
| Boerderij van begane grond en verdieping | Boerderij                 | 16e eeuw (oorsprong)                                                    |                   | Zuiderwalstraat 4                               | 52° 26' 50" NB, 5° 50' 8" OL  | 14901  | Meer afbeeldingen                                                                                   |
| Huisje, slechts uit begane grond bestaande, waarboven een tegen de stadsmuur oplopend lessenaarsdak | Woonhuis                  | 18e eeuw                                                                |                   | Zuiderwalstraat bij 11                          | 52° 26' 52" NB, 5° 50' 10" OL | 14902  | Huisje, slechts uit begane grond bestaande, waarboven een tegen de stadsmuur oplopend lessenaarsdak |
| Huisje, slechts uit begane grond bestaande, waarboven een tegen de stadsmuur oplopend lessenaarsdak | Woonhuis                  | 18e eeuw                                                                |                   | Zuiderwalstraat 11                              | 52° 26' 52" NB, 5° 50' 10" OL | 14903  | Meer afbeeldingen                                                                                   |
| Eenvoudig huisje, alleen parterre met hoog zadeldak en hijsluik | Woonhuis                  |                                                                         |                   | Zuiderwalstraat 15                              | 52° 26' 53" NB, 5° 50' 10" OL | 14904  | Eenvoudig huisje, alleen parterre met hoog zadeldak en hijsluik                                     |
| Laag huisje onder zadeldak tussen puntgevels | Woonhuis                  | mogelijk 17e eeuw                                                       |                   | Zuiderwalstraat 16                              | 52° 26' 53" NB, 5° 50' 10" OL | 14905  | Laag huisje onder zadeldak tussen puntgevels                                                        |
| Laag huisje onder zadeldak tussen puntgevels | Woonhuis                  | mogelijk 17e eeuw                                                       |                   | Zuiderwalstraat 17                              | 52° 26' 53" NB, 5° 50' 10" OL | 14906  | Laag huisje onder zadeldak tussen puntgevels                                                        |
| Huis met gepleisterd puntgeveltje, parterre met zolderverdieping | Woonhuis                  | 17e eeuw                                                                |                   | Zuiderwalstraat 18                              | 52° 26' 53" NB, 5° 50' 9" OL  | 14907  | Huis met gepleisterd puntgeveltje, parterre met zolderverdieping                                    |
| Huis met gewit lijstgeveltje met muurankers | Woonhuis                  | 17e eeuw                                                                |                   | Zuiderwalstraat 19                              | 52° 26' 54" NB, 5° 50' 9" OL  | 14908  | Huis met gewit lijstgeveltje met muurankers                                                         |
| Theekoepel | Tuin, park en plantsoen   | 19e eeuw                                                                |                   | Omloop tegenover 3                              | 52° 26' 41" NB, 5° 50' 26" OL | 14909  | Theekoepel                                                                                          |
| Vijf boogbruggen over De Beek | Brug                      |                                                                         |                   | Bruggen (5 stuks) over de Beek in de Beekstraat | 52° 26' 57" NB, 5° 50' 5" OL  | 14910  | Meer afbeeldingen                                                                                   |
| Vischpoort | Fort, vesting en -onderdl | eerste helft 15e eeuw                                                   |                   | Vischpoortstraat 33                             | 52° 26' 58" NB, 5° 49' 54" OL | 430528 | Meer afbeeldingen                                                                                   |
| Vischpoortbrug | Brug                      |                                                                         |                   | Havenstraat bij 5                               | 52° 26' 58" NB, 5° 49' 53" OL | 430528 | Meer afbeeldingen                                                                                   |
| Sluiskom bij de haven met boven de natuurstenen boogomlijstingen gebeeldhouwde cartouches | Waterkering en -doorlaat  | 1696 (jaartal)                                                          |                   | Havenkade bij 21                                | 52° 26' 58" NB, 5° 49' 50" OL | 14919  | Meer afbeeldingen                                                                                   |
| Ongenummerde ingang naast het pand zuiderkerkstraat 2 | Woonhuis                  |                                                                         |                   | Zuiderkerkstraat 2                              | 52° 26' 55" NB, 5° 50' 8" OL  | 14924  | Meer afbeeldingen                                                                                   |
| Boerderij onder hoog, rieten wolfsdak, dat uitsteekt boven de voorgevel | Boerderij                 | 1833 (ankerdatering)                                                    |                   | Eperweg 1                                       | 52° 26' 8" NB, 5° 52' 6" OL   | 14933  | Meer afbeeldingen                                                                                   |
| Kleine veluwse boerderij onder rieten wolfsdak | Boerderij                 | eerste helft 19e eeuw                                                   |                   | Eperweg 5                                       | 52° 25' 54" NB, 5° 52' 16" OL | 14934  | Meer afbeeldingen                                                                                   |
| Hoeve "Westbroek" | Boerderij                 | waarschijnlijk 18e eeuw                                                 |                   | Eperweg 3                                       | 52° 25' 56" NB, 5° 52' 18" OL | 14936  | Meer afbeeldingen                                                                                   |
| Boerderij onder rieten wolfdak en met vensters, waarin 30-ruitsroedenverdeling | Boerderij                 | waarschijnlijk 18e eeuw                                                 |                   | Zwaluwenburg 1                                  | 52° 26' 14" NB, 5° 52' 33" OL | 14937  | Meer afbeeldingen                                                                                   |
| Bastion | Fort, vesting en -onderdl |                                                                         |                   | Zuiderwalstraat bij 1                           | 52° 26' 47" NB, 5° 50' 1" OL  | 430523 | Meer afbeeldingen                                                                                   |
| Courtine i-ii met goorpoort, brug, kazemat en muurresten | Omwalling                 |                                                                         |                   | Beekstraat bij 50                               | 52° 26' 51" NB, 5° 49' 58" OL | 430526 | Meer afbeeldingen                                                                                   |
| Bastion ii | Fort, vesting en -onderdl |                                                                         |                   | Ellestraat bij 56                               | 52° 26' 54" NB, 5° 49' 46" OL | 430527 | Meer afbeeldingen                                                                                   |
| Courtine ii-iii met vischpoort, brug, kazematten en muurresten | Omwalling                 | ca. 1540                                                                |                   | Vischpoortstraat bij 34                         | 52° 26' 58" NB, 5° 49' 51" OL | 430528 | Meer afbeeldingen                                                                                   |
| Bastion iii | Fort, vesting en -onderdl |                                                                         |                   | Noorderwal bij 7                                | 52° 27' 2" NB, 5° 49' 54" OL  | 430529 | Meer afbeeldingen                                                                                   |
| Courtine iii-iv met mheenpoort, brug, kazemat en muurresten | Omwalling                 |                                                                         |                   | Mheenpoortstraat bij 6                          | 52° 26' 59" NB, 5° 50' 7" OL  | 430530 | Meer afbeeldingen                                                                                   |
| Bastion iv | Fort, vesting en -onderdl |                                                                         |                   | Zuiderkerkstraat bij 1                          | 52° 26' 55" NB, 5° 50' 18" OL | 430531 | Meer afbeeldingen                                                                                   |
| Courtine iv-i met landpoort en muurresten | Fort, vesting en -onderdl |                                                                         |                   | Bas Backerlaan bij 12                           | 52° 26' 52" NB, 5° 50' 14" OL | 430533 | Meer afbeeldingen                                                                                   |
| Old Putten | Kasteel, buitenplaats     | vroeg 20e eeuw                                                          |                   | Zuiderzeestraatweg Oost 65                      | 52° 26' 30" NB, 5° 50' 43" OL | 512028 | Meer afbeeldingen                                                                                   |
| Huis Schouwenburg: landhuis | Kasteel, buitenplaats     | 1850                                                                    |                   | Schouwenburg 2                                  | 52° 25' 51" NB, 5° 51' 48" OL | 512064 | Meer afbeeldingen                                                                                   |
| Huis Schouwenburg: landschappelijke aanleg | Tuin, park en plantsoen   | 1850                                                                    |                   | Schouwenburg bij 2                              | 52° 25' 54" NB, 5° 51' 44" OL | 512066 | Meer afbeeldingen                                                                                   |
| Huis Schouwenburg: koetshuis | Bijgebouwen kastelen enz. | 1850-1900                                                               |                   | Schouwenburg bij 2                              | 52° 25' 51" NB, 5° 51' 48" OL | 512067 | Meer afbeeldingen                                                                                   |
| Huis Schouwenburg: boerderij | Bijgebouwen kastelen enz. | 1850-1900                                                               |                   | Schouwenburg 4                                  | 52° 25' 51" NB, 5° 51' 56" OL | 512068 | Meer afbeeldingen                                                                                   |
| Old Putten: parkaanleg | Tuin, park en plantsoen   | midden 19e eeuw                                                         |                   | Zuiderzeestraatweg Oost bij 65                  | 52° 26' 29" NB, 5° 50' 46" OL | 512069 | Upload foto                                                                                         |
| Old Putten: wagenschuur | Bijgebouwen kastelen enz. | 1910                                                                    |                   | Zuiderzeestraatweg Oost bij 65                  | 52° 26' 30" NB, 5° 50' 43" OL | 512070 | Meer afbeeldingen                                                                                   |
| Old Putten: stenen brug | Tuin, park en plantsoen   | 1910                                                                    |                   | Zuiderzeestraatweg Oost bij 65                  | 52° 26' 29" NB, 5° 50' 50" OL | 512071 | Upload foto                                                                                         |
| Old Putten: poorthuis | Bijgebouwen kastelen enz. | 1910                                                                    |                   | Zuiderzeestraatweg Oost bij 65                  | 52° 26' 34" NB, 5° 50' 43" OL | 512072 | Meer afbeeldingen                                                                                   |
| Boerderij met de nokas haaks op de weg gesitueerd | Boerderij                 | 1863                                                                    |                   | Stoopschaarweg 9                                | 52° 26' 13" NB, 5° 50' 13" OL | 522062 | Meer afbeeldingen                                                                                   |
| Wagenschuur | Boerderij                 | 1900                                                                    |                   | Stoopschaarweg 9                                | 52° 26' 13" NB, 5° 50' 13" OL | 522063 | Meer afbeeldingen                                                                                   |
| Bakhuis | Boerderij                 | 1900                                                                    |                   | Stoopschaarweg 9                                | 52° 26' 13" NB, 5° 50' 13" OL | 522064 | Meer afbeeldingen                                                                                   |
| Pakhuis | Opslag                    | 1875                                                                    |                   | Smeesteeg 19                                    | 52° 26' 54" NB, 5° 49' 59" OL | 522068 | Meer afbeeldingen                                                                                   |
| Huis Schouwenburg: trafohuisje | Bijgebouwen kastelen enz. | 1850-1900                                                               |                   | Schouwenburg bij 2                              | 52° 25' 50" NB, 5° 51' 47" OL | 528128 | Meer afbeeldingen                                                                                   |
| Boerderij Zwaluwenburg | Bijgebouwen kastelen enz. | eerste helft 19e eeuw                                                   |                   | Zuiderzeestraatweg Oost 1                       | 52° 26' 19" NB, 5° 52' 18" OL | 528920 | Meer afbeeldingen                                                                                   |